# Adelaide Chiozzo
Adelaide Chiozzo (San Paolo, 8 maggio 1931 – Rio de Janeiro, 4 marzo 2020) è stata una cantante, attrice e fisarmonicista brasiliana.
Italobrasiliana di San Paolo, fu la prima artista di spettacolo a ricevere l'appellativo di "Namoradinha do Brasil", ovvero "Fidanzatina del Brasile".

## Biografia
Iniziò a cantare e recitare durante l'adolescenza: fu una delle stelle femminili della casa di produzione Atlântida Cinematográfica, apparendo in 23 film, spesso insieme a Grande Otelo e Oscarito. Sul grande schermo fu anche in grado di dimostrare il suo talento di cantante e fisarmonicista.
Incise più di 20 dischi, affermandosi con canzoni come Beijinho Doce, Sabiá na Gaiola, Pedalando e Recruta Biruta, diffuse soprattutto da Radio Nacional, l'emittente per la quale fu a lungo conduttrice producendosi anche in numeri musicali. Durante la sua carriera collaborò con altri fisarmonicisti, tra cui Alencar Terra. Insieme al marito Carlos Matos, apprezzato violinista, si esibì per anni in tutto il Brasile.
Prese parte a tre telenovelas: Feijão Maravilha, Doppio imbroglio e Deus nos Acuda, nella quale svolse un ruolo notevole nonostante l'età avanzata.
Nel 2003 fu omaggiata dall'Assemblea Legislativa dello Stato del Ceará.
Musicalmente attiva fino al 2018, Adelaide Chiozzo morì a 88 anni il 4 marzo 2020 per infezione urinaria e polmonare.

## Vita privata
Dal matrimonio con Matos ebbe la sua unica figlia, Maria Cristina.